# 나인숙
나인숙(羅仁淑,1952년~)은 대한민국의 탁구선수였다. 1971년 4월 일본 나고야 세계선수권 단체전에서 동메달을 획득하였고,1973년 유고 사라예보 세계선수권대회 단체전 멤버였다. 1974년 미국으로 이민 후 미국 국가대표로 활동하며 많은 금메달을 획득하며 미국 명예의 전당에 올라있다.

## 참조
- 대한체육회 발행 "체육" 1971년4월호,1973년4월호